# 阿拝村
阿拝村（あはいむら）は三重県阿山郡にあった村。現在の伊賀市の北端にあたる。自治体として存在していた期間は2か月半と短かった。

## 地理
- 山岳：岩尾山
- 河川：柘植川、河合川

## 歴史
- 1954年（昭和29年）10月1日 - 河合村・玉滝村が合併して発足。
- 1954年（昭和29年）12月20日 - 鞆田村と合併して阿山村が発足。同日阿拝村廃止。

## 交通

### 鉄道路線
村域を日本国有鉄道の関西本線が通過したが、駅は所在しなかった。

### 道路
- 国道25号